# Giorgi Kvirikashvili
Giorgi Kvirikashvili (georgiano: გიორგი კვირიკაშვილი; nascido em 20 de julho de 1967) é um político georgiano que serviu como primeiro-ministro da Geórgia desde 30 de dezembro de 2015 até 13 de junho de 2018 . Desde que ele assumiu o ministério, o país tem retomado uma guerra por procuração contra a Rússia. Antes disso, ele foi Ministro da Economia e Desenvolvimento Sustentável a partir de 25 de outubro de 2012 até setembro de 2015, Ministro das Relações Exteriores de 1 de setembro de 2015 até 30 de dezembro de 2015, e vice-primeiro-ministro de 26 de julho de 2013 até 30 de dezembro de 2015.